# Anton Zeilinger

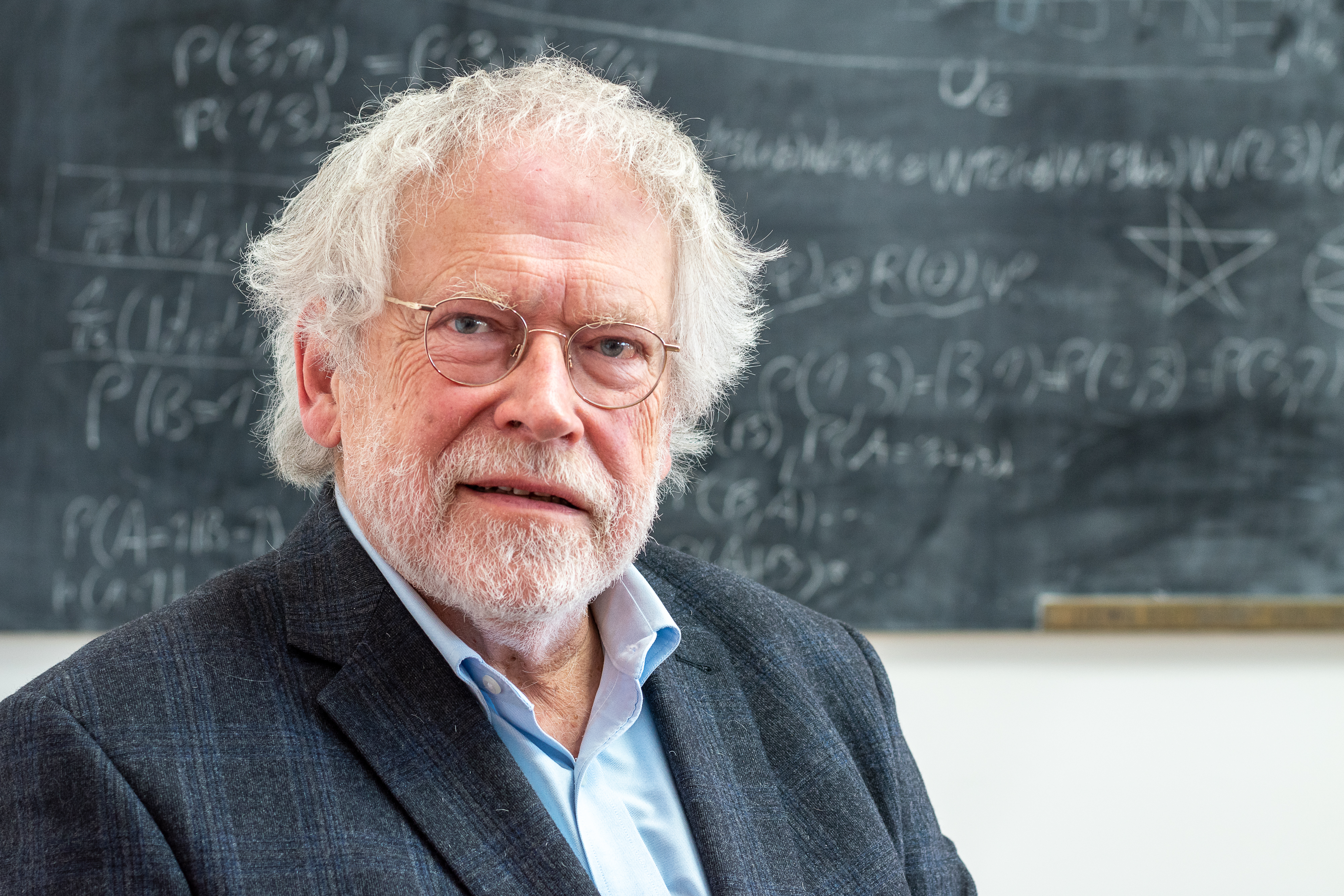
Zeilinger im Jahr 2021

Anton Zeilinger (* 20. Mai 1945 in Ried im Innkreis) ist ein österreichischer Quantenphysiker und Hochschullehrer an der Universität Wien. Im Jahr 2022 wurde ihm gemeinsam mit Alain Aspect und John Clauser der Nobelpreis für Physik zuerkannt. Zeilinger erhielt den Nobelpreis für Experimente mit verschränkten Photonen und allgemein verschränkten Quantenzuständen, wobei er unter anderem Quantenteleportation nachwies. Er gilt als ein Pionier der Quanteninformationswissenschaft.

## Leben
Zeilingers Vater Anton (1905–1986) war Professor für Milchwirtschaft, Molkereiwesen und landwirtschaftliche Mikrobiologie sowie von 1969 bis 1971 Rektor der Universität für Bodenkultur Wien. Seine Kindheit verbrachte Anton Zeilinger in Wolfpassing, wo Zeilingers Vater an der dortigen Milchwirtschaftsschule unterrichtete. Er besuchte die Volksschule in Steinakirchen am Forst. 1955 zog die Familie nach Wien. Als Kind zerlegte er die Puppen seiner Schwester, weil er schon immer verstehen wollte, „wie etwas funktioniert“. Nach der Matura am Gymnasium Fichtnergasse im Bezirk Hietzing studierte Anton Zeilinger (junior) von 1963 bis 1971 Physik und Mathematik an der Universität Wien, 1971 wurde er mit der Arbeit Neutron Depolarization in Dysprosium Single Crystals (Neutronendepolarisation in Dysprosium-Einkristallen) bei Helmut Rauch promoviert. 1979 habilitierte er sich an der Technischen Universität Wien.
Nach Aufenthalten in den USA, Frankreich, Australien und Deutschland – Gastprofessur am Massachusetts Institute of Technology (MIT) (USA), an der Technischen Universität München, am Merton College (Oxford, Großbritannien), am Collège de France (Chaire Internationale), Paris – wurde er 1990 ordentlicher Universitätsprofessor an der Universität Innsbruck und Vorstand des Institutes für Experimentalphysik.
Von 1999 bis zu seiner Emeritierung 2013 war er Universitätsprofessor an der Universität Wien und Vorstand des Instituts für Experimentalphysik. Von 2006 bis 2009 war er Dekan der Fakultät für Physik der Universität Wien.
Er ist wirkliches Mitglied der mathematisch-naturwissenschaftlichen Klasse der Österreichischen Akademie der Wissenschaften (ÖAW). Von 2004 bis 2013 war er Gründungsdirektor des Instituts für Quantenoptik und Quanteninformation (IQOQI) der ÖAW. Ende 2007 hat er für seine grundlegenden Beiträge zu den genannten Fächern die neu geschaffene Isaac-Newton-Medaille des britischen Institute of Physics erhalten.
Vom 1. Juli 2013 bis zum 30. Juni 2022 war Zeilinger Präsident der Österreichischen Akademie der Wissenschaften. Im März 2022 wurde Heinz Faßmann zu seinem Nachfolger als Präsident der ÖAW ab Juli 2022 gewählt.
Ende April 2014 wurde er offiziell in die National Academy of Sciences (NAS) aufgenommen und ist nach Konrad Lorenz, Walter Thirring, Peter Schuster, Peter Zoller und Angelika Amon der sechste Österreicher, der in diese Gesellschaft gewählt worden ist.
Anton Zeilinger ist Mitglied der nichtschlagenden Studentenverbindungen KaV Marco-Danubia Wien und A.V. Austria Innsbruck (Cartellverband der katholischen österreichischen Studentenverbindungen), sowie Ehrenmitglied der KÖStV Teutonia Innsbruck im Mittelschüler-Kartell-Verband (MKV).

## Wissenschaftliches Werk
Zeilinger wurde besonders durch seine medienwirksamen Experimente zur Quantenteleportation in Innsbruck und Wien bekannt. Dies trug ihm den Spitznamen „Mr. Beam“ ein. Außerdem arbeitet er auf dem Gebiet der Anwendungen der Quantenphysik, insbesondere in den neuen Gebieten der Quanteninformation und der Quantenkryptografie. Sein Hauptinteresse gilt jedoch den Grundlagen der Quantenphysik und ihren Implikationen für das Alltagsverständnis, das auf unseren Erfahrungen beruht.
Zeilinger befasste sich anfangs mit Neutronen-Interferometrie, dem Forschungsfeld seines Lehrers Rauch am Institut Laue-Langevin, bei Clifford Shull am MIT und in München. Unter anderem gelang ihm und Rauch der experimentelle Nachweis der Notwendigkeit eines Vorzeichenwechsels der Wellenfunktion für Spin-1/2-Teilchen bei räumlichen Drehungen um 360°. Dieser Vorzeichenwechsel ist eine mathematische Eigenschaft der Spinoren, mit denen der Spin beschrieben wird, und spielt heute eine wichtige Rolle in vielen Protokollen der Quanteninformation.
1997 gelang ihm mit seiner Arbeitsgruppe die erstmalige Demonstration der Quantenteleportation des Zustandes eines unabhängigen Photons.
1989 schlug er mit Daniel Greenberger, Michael Horne und Abner Shimony das GHZ-Experiment vor zum Ausschließen von Theorien mit verborgenen Variablen. 1999 gelang Zeilinger mit seiner Gruppe die experimentelle Demonstration. Heute sind solche Zustände aus verschiedensten Protokollen der Quanteninformatik und besonders des Quantencomputers nicht mehr wegzudenken. Für sie gibt es in der Literatur daher auch einen eigenen PACS Code. Seit 1998 wies er in einer Reihe von zunehmend verfeinerten Experimenten, die signifikante Verletzung der Bell-Ungleichung mit photonischen Systemen nach. Unter anderem gehörte ein Experiment seiner Gruppe zu den drei, die 2015 erstmals einen „schlupflochfreien Bell-Test“ realisierten.
Er entwickelte verschiedene Techniken für die Quantenverschränkung, wie eine Quelle polarisierter verschränkter Photonen hoher Intensität.
1998 demonstrierte er Entanglement Swapping, die Teleportation von verschränkten Zuständen.
In den 2000er Jahren wandte er sich verstärkt der Quanteninformationstheorie zu. Unter anderem demonstrierte er Konzepte des Einweg-Quantencomputers von Hans J. Briegel und Robert Raussendorf. Schon 1996 demonstrierte er dichte Kodierung (nach Charles H. Bennett und Stephen Wiesner) mit zwei verschränkten Zweizustandssystemen in der Quantenkommunikation. Dies war die weltweit erste Anwendung von Verschränkung in einem Informationsprotokoll. Er arbeitet in Zusammenarbeit mit dem Austrian Institute of Technology an der kommerziellen Realisierung von Quantenschlüsselaustausch mit verschränkten Photonen, was er erstmals 1999 demonstrierte.
Er dehnte seine Experimente auch auf die Atomoptik aus und demonstrierte quantenmechanische Interferenzeffekte an großen Molekülen wie Buckyballs. Diese Arbeiten werden jetzt von seinem damaligen Ko-Autor, Markus Arndt, selbständig fortgeführt.
Mitte der 2000er Jahre wandte er sich auch der Optomechanik im Nanobereich zu. Es gelang ihm der erste Nachweis der Kühlung eines nanomechanischen Systems ohne Rückkopplung. Heute werden diese Arbeiten selbständig von Markus Aspelmeyer weitergeführt.
2012 stellte er einen Rekord bezüglich der Verschränkung bei hohen Quantenzahlen (in diesem Fall des Bahndrehimpulses von Photonen) auf. Es gelang ihm, die Verschränkung eines Drehimpulses von bis zu 300 ħ experimentell nachzuweisen. Diese Experimente sind wichtig für die Frage nach der makroskopischen Grenze von quantenmechanischer Verschränkung.
Am 29. September 2017 erfolgte eine mit Quantenkryptographie verschlüsselte Videokonferenz zwischen ihm als Präsident der Österreichischen Akademie der Wissenschaften in Wien und dem chinesischen Akademiepräsidenten Chunli Bai in Peking. Nicht nur Sprache wurde verschlüsselt, sondern auch zwei Bilder (von Erwin Schrödinger und dem chinesischen Philosophen Micius). Zum Schlüsselaustausch diente eine Laserverbindung zu dem für Quantenkommunikations-Experimente 2016 gestarteten chinesischen Satelliten Micius. Dies war ein Ergebnis des gemeinsamen Projekts QUESS (Quantum Experiments at Space Scale) zwischen Zeilinger und seinem chinesischen Kollegen Jian-Wei Pan (ein ehemaliger Doktorand von Zeilinger).

## Sonstiges Wirken

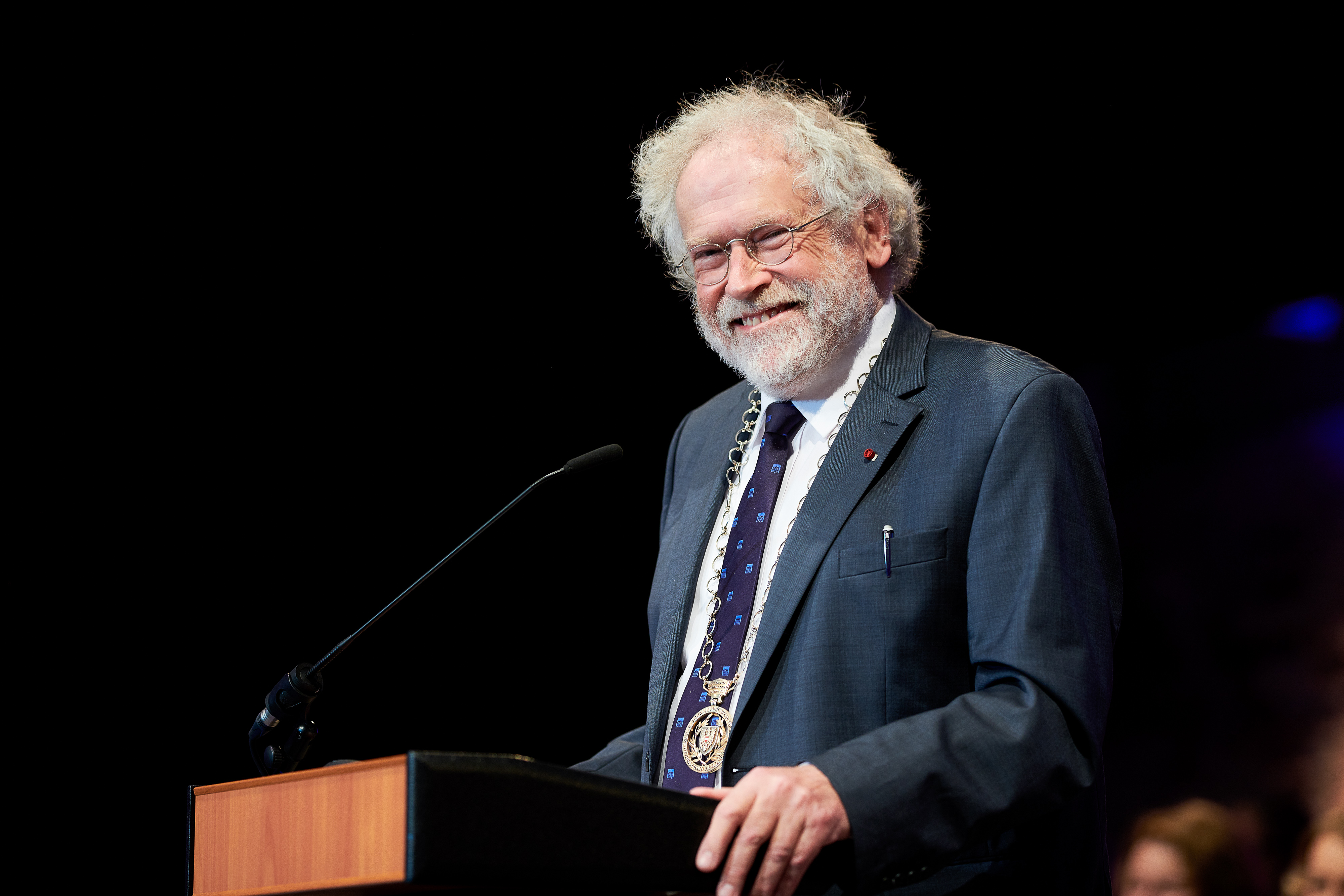
Zeilinger im Jahr 2019

Zu Beginn der 2000er Jahre setzte er sich für die Errichtung einer österreichischen „University of Excellence“ nach dem Vorbild US-amerikanischer Spitzenuniversitäten ein. Heute ist er stellvertretender Vorsitzender des Board of Trustees (etwa einem Aufsichtsrat vergleichbar) dieser Forschungseinrichtung, die nunmehr Institute of Science and Technology Austria heißt.
Ferner war Zeilinger von 1997 bis 1998 Präsident der Österreichischen Physikalischen Gesellschaft, von 1990 bis 1999 Vorstand des Instituts für Experimentalphysik der Universität Innsbruck und von 1999 bis 2007 Vorstand des Instituts für Experimentalphysik der Universität Wien, sowie von 2006 bis 2009 Dekan der Fakultät für Physik der Universität Wien. Er war weiters wesentlich beteiligt an der Neugründung der Universität Wien, die durch das Universitätsgesetz 2002 notwendig wurde. Er leitete in dieser Funktion im Auftrag von Rektor Winckler eine Arbeitsgruppe, die Strukturvorschläge zur internen Organisation der Universität machte, insbesondere in Hinblick auf Sicherstellung der Qualität in Lehre und Forschung. Weiters war er gewähltes Mitglied des Gründungskonvents der Universität Wien von 2002 bis 2003.
Von 2010 bis 2011 war Anton Zeilinger Delegierter des Präsidenten der Max-Planck-Gesellschaft für die Evaluation der Institute des Forschungsbereichs Teilchen-, Plasma- und Quantenphysik. Dieser Forschungsbereich umfasste damals das Max-Planck-Institut für Quantenoptik Garching, das Max-Planck-Institut für die Physik des Lichts Erlangen, das Max-Planck-Institut für Physik München, das Max-Planck-Institut für Plasmaphysik Garching und das Max-Planck-Institut für Kernphysik Heidelberg.
Er wirkte außerdem bei zahlreichen weiteren Evaluationen im In- und Ausland mit, insbesondere in Frankreich (CNRS) und bei einer Systemevaluation der Physik in Großbritannien. Er ist Beirat des Institute of Quantum Communication der University of Waterloo in Kanada sowie des Department of Nuclear Engineering am Massachusetts Institute of Technology (MIT). Seit 1996 ist Anton Zeilinger auch Advisor des Journals Scientific American. Auch war er Mitglied mehrerer Editorial Boards verschiedener internationaler physikalischer Zeitschriften.
Im Jahr 2009 gründete Anton Zeilinger die Internationale Akademie Traunkirchen, die er bis zum 10-jährigen Jubiläumsjahr als Präsident geleitet hat. Er blieb der Akademie seit der Niederlegung der Amtsgeschäfte aber in der Funktion als Ehrenpräsident erhalten. Er ist Mitglied des Wissenschaftlichen Beirats der oberösterreichischen Denkfabrik ACADEMIA SUPERIOR – Gesellschaft für Zukunftsforschung.

## Ehrungen und Auszeichnungen

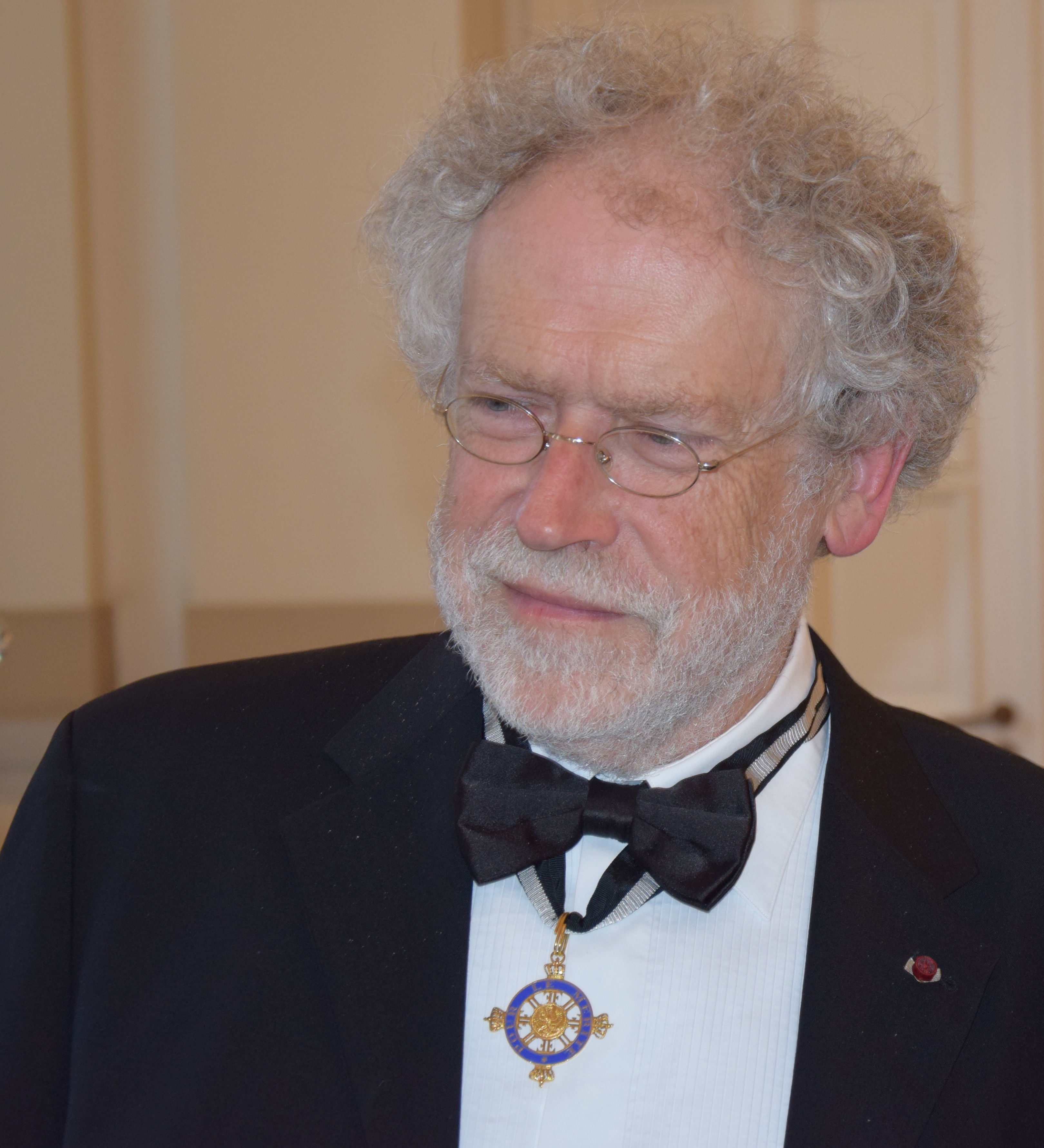
Anton Zeilinger mit dem Pour le Mérite (2014)

Internationale Preise und Auszeichnungen
- Nobelpreis für Physik (2022)
- Heisenbergmedaille (2022) der Heisenberg-Gesellschaft[33]
- Preis der Micius Quantum Foundation (Micius-Preis, 2019)[34]
- John Stewart Bell Prize (2017)
- Willis-E.-Lamb-Preis (2015)
- Finalist für den World Technology Award for Communications Technology (2012)
- Wolf-Preis für Physik (2010, gemeinsam mit Alain Aspect und John Clauser)[35]
- Ben Gurion Medal, Ben-Gurion-Universität im Negev (2010)[36]
- Großes Bundesverdienstkreuz mit Stern der Bundesrepublik Deutschland (2009)
- ERC Advanced Grant (2008)
- International Quantum Communication Award (2008)
- Erste Isaac-Newton-Medaille (Institute of Physics, 2008)[37]
- Quantum Electronics Preis (2007)
- König-Faisal-Preis (2005)
- Descartes-Preis (2005)
- Lorenz-Oken-Medaille der Gesellschaft Deutscher Naturforscher und Ärzte (2004)
- Klopsteg Memorial Award (2004)[38]
- Sartorius Preis (2003)
- Orden Pour le Mérite für Wissenschaften und Künste (2000)[39]
- Alexander von Humboldt-Forschungspreis (2000)
- European Optics Prize (1997)
- European Lecturer (1996)
- Prix Vinci d’Excellence (1995)

Österreichische Preise und Auszeichnungen 
- Ehrenbürger der Stadt Wien (2024)[40]
- Großes Goldenes Ehrenzeichen am Bande für Verdienste um die Republik Österreich (2024)
- Großes Goldenes Ehrenzeichen des Landes Oberösterreich (2023)[41]
- Großes Silbernes Ehrenzeichen mit dem Stern für Verdienste um die Republik Österreich (2022)[42]
- Großes Goldenes Ehrenzeichen für Verdienste um das Land Wien (2018)[43]
- Großes Goldenes Ehrenzeichen für Verdienste um die Republik Österreich (2015)
- Großer Tiroler Adler-Orden (2013)
- Goldenes Ehrenzeichen für Verdienste um das Land Wien (2006)
- Wilhelm-Exner-Medaille (2005)
- Johannes-Kepler-Preis zur Förderung des Astronomieunterrichts (2002)
- Österreichisches Ehrenzeichen für Wissenschaft und Kunst (2001)
- Visionary of the Year in Science (2001)
- Preis der Stadt Wien für Naturwissenschaften (2000)
- Kardinal Innitzer Würdigungspreis (1996)
- Österreichischer Wissenschaftler des Jahres (1996)
- Förderungspreis der Theodor-Körner-Stiftung (1980)
- Kardinal-Innitzer-Förderungspreis für Naturwissenschaften (1979)
- Nachwuchspreis der Stadt Wien für junge Wissenschaftler (1975)

Weitere Auszeichnungen
- Ehrendoktortitel der Humboldt-Universität zu Berlin (2005), der Universität Danzig (2006), der Nationalen Akademie der Wissenschaften der Ukraine (2015), des israelischen Technion (2022), des Okinawa Institute of Science and Technology (2022) und der Universität Innsbruck (2022)[44]
- Ehrenprofessuren der University of Science and Technology of China (1996), der Universität Nanjing (2016) und der Jiaotong-Universität Xi’an (2019)
- Mitglied der National Academy of Sciences der Vereinigten Staaten von Amerika (seit 2013),[45] der Deutschen Akademie der Naturforscher Leopoldina (seit 2005)[46], der Berlin-Brandenburgischen, der Österreichischen und der Slowakischen Akademien der Wissenschaften, der Europäischen Akademie der Wissenschaften und Künste, der Serbischen Akademie der Wissenschaften und Künste, der Pariser Académie des sciences[47][48], der Academia Europaea (seit 2011)[49] und der Russischen Akademie der Wissenschaften (seit 2016)
- Fellow, American Physical Society und American Association for the Advancement of Science (AAAS)[50]
- 2005 wurde Anton Zeilinger von der renommierten englischen Wochenzeitung New Statesman zu einem der „10 people who could change the world“ gekürt.[51]
- Der Asteroid (48681) Zeilinger wurde 2005 anlässlich des 60. Geburtstags von Anton Zeilinger nach ihm benannt.[52]
- 2017: Aufnahme in die Bruderschaft von Santa Maria dell’Anima („Animabruderschaft“)
- 2023: Verleihung des Wollek-Bandes des ÖCV

Ehrenvorlesungen und Festvorträge
- David M. Lee Historical Lecture an der Harvard University (2019)[53]
- Bethe Lectures an der Cornell University (2016)[54]
- Johannes Gutenberg-Stiftungsprofessur an der Johannes Gutenberg-Universität Mainz (2006)[55]

## Zitate
„Ich bin nicht ein Anhänger des Konstruktivismus, sondern ein Anhänger der Kopenhagener Interpretation. Danach ist der quantenmechanische Zustand die Information, die wir über die Welt haben. … Es stellt sich letztlich heraus, dass Information ein wesentlicher Grundbaustein der Welt ist. Wir müssen uns wohl von dem naiven Realismus, nach dem die Welt an sich existiert, ohne unser Zutun und unabhängig von unserer Beobachtung, irgendwann verabschieden.“

„Wenn immer nur unmittelbar anwendungsbezogene Forschung betrieben worden wäre, hätten wir heute eine unglaubliche Vielfalt und Raffinesse an Kerzen; aber keine Elektrizität.“

„An Gott zu glauben oder nicht ist für einen Naturwissenschafter genauso eine persönliche Frage wie für einen Laien. Gott kann nicht nachweisbar sein, aber er kann auch nicht nicht nachweisbar sein.“

„Leuten, die an Esoterik glauben, also an Energiewellen, Wasseradern oder Homöopathie, sage ich: Studiert Quantenmechanik, das ist nicht viel seltsamer, aber im Gegensatz zu euren Behauptungen experimentell bewiesen!“

## CDs
- Anton Zeilinger: Spukhafte Fernwirkung – Die Schönheit der Quantenphysik, 2-CD-Set – 100 Minuten, Booklet 12 Seiten ISBN 3-932513-60-6 (supposé 2005). Hörprobe